# Scharhörn
Scharhörn est une île inhabitée de la Mer du Nord qui appartient à la ville de Hambourg.

## Géographie
Scharhörn se trouve à l'embouchure de l'Elbe, à environ 15 km au nord-ouest de Cuxhaven et à 6 km au nord-ouest de l'île voisine de Neuwerk. Elle fait partie du parc national de la Mer des Wadden de Hambourg. Elle n'a pas d'habitant permanent.
L'île se situe sur un large banc de sable avec l'île artificielle de Nigehörn. Bien que Scharhörn soit généralement à l'abri des flots car la hauteur de sable y atteint 6 mètres, les rives ne sont pas protégées. Elle fait face à une perte permanente de terres sur la côte ouest que les courants font passer progressivement vers l'est.
L'île fait partie du réseau Natura 2000. L'accès au public est interdit pour protéger la faune ornithologique.

## Histoire
En 1937, l'île est devenue une partie de la province prussienne de Hanovre à la suite de la loi du Grand Hambourg. L'île a changé de mains à nouveau en 1947, quand elle est devenue une partie de l'État nouvellement créé de Basse-Saxe, et de nouveau en 1969, quand elle a été rétrocédée à Hambourg en vertu d'un traité dans le but de construire un port en eau profonde. Les plans prévoyaient la construction d'un monticule de 6 000 ha de terrain construit à partir de sable de dragage, qui devait être à l'abri des inondations des tempêtes de la mer du Nord et être relié au continent par une route de Scharhörn à Neuwerk et à Cuxhaven. Le plan n'a jamais été réalisé, en proie à des protestations, des coûts élevés et du faibles niveau du soutien du public, mais il reste néanmoins inclus dans le plan d'occupation des sols de Hambourg.

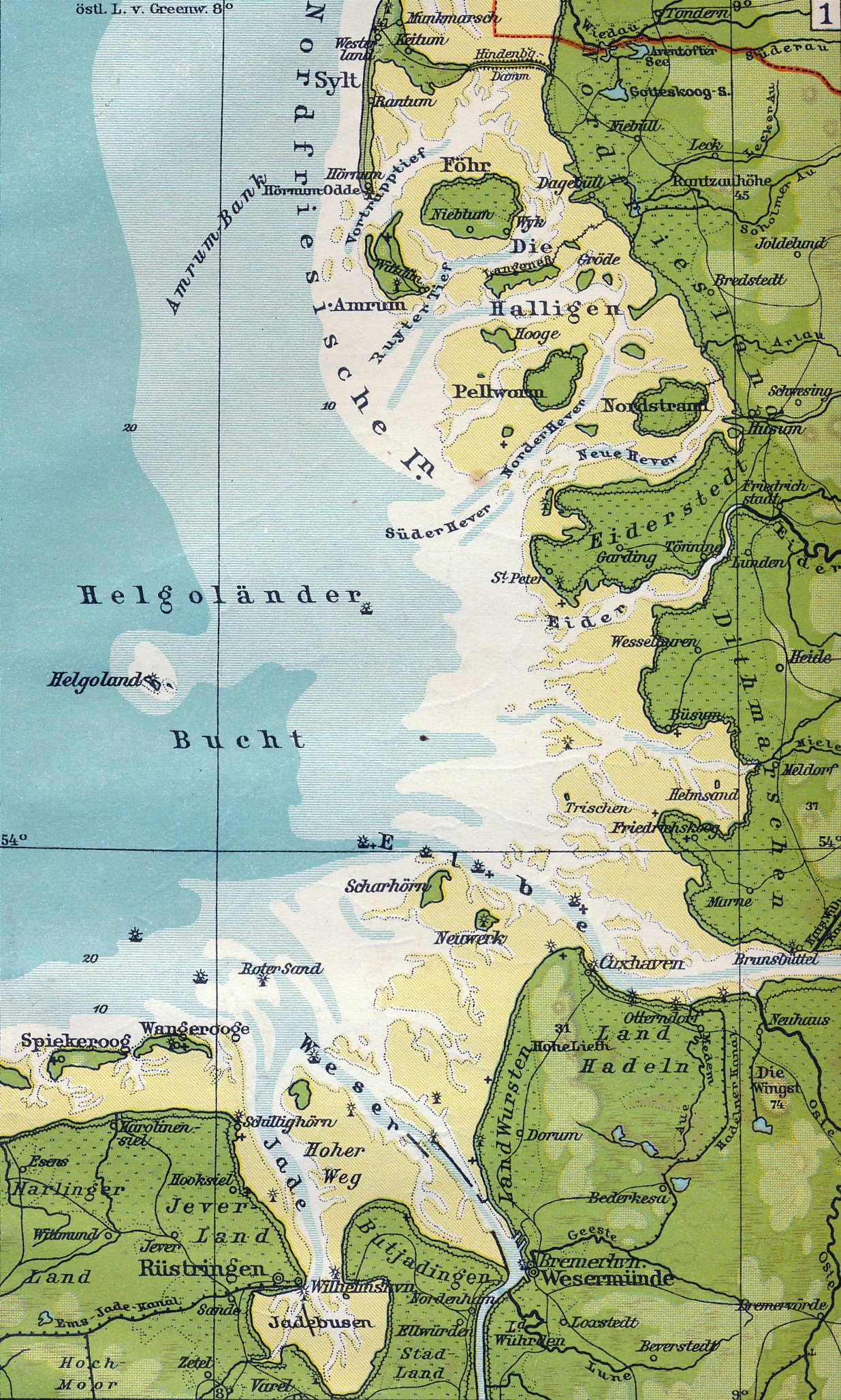
La carte de la région

## Source
- (en) Cet article est partiellement ou en totalité issu de l’article de Wikipédia en anglais intitulé « Scharhörn » (voir la liste des auteurs).